# Hylonympha macrocerca
Il colibrì codaforcuta o colibrì codaforbice (Hylonympha macrocerca Gould, 1873) è un uccello della famiglia Trochilidae. È l'unica specie nota del genere Hylonympha.

## Descrizione
È un colibrì di media taglia, lungo sino a 19 cm, compresa la coda, con un peso di 6,5-8 g. I maschi hanno una lunga coda biforcuta viola-nerastra, nelle femmine la coda è più corta. 
Il piumaggio dei maschi è verde scuro metallizzato. Il becco è nero, lungo e leggermente ricurvo.

## Biologia
Si nutre del nettare di diverse specie di Bromeliaceae, ma anche di Heliconia spp. e Costus spp.

## Distribuzione e habitat
Hylonympha macrocerca è un endemismo puntiforme della penisola di Paria, nel Venezuela nord-orientale.

## Conservazione
La Lista rossa IUCN classifica Hylonympha macrocerca come specie in pericolo di estinzione (Endangered).
Il suo areale ricade all'interno del Parco nazionale Penisola di Paria.